# 三田ヶ谷村
三田ヶ谷村（みたかやむら）は埼玉県の北東部、北埼玉郡に属していた村。

## 地理
- 河川 - 槐堀
- 池沼 - 宝蔵寺沼

## 歴史
- 1889年（明治22年）4月1日 町村制施行により、三田ヶ谷村、弥勒村、日野手新田、喜右衛門新田、与兵衛新田が合併し北埼玉郡三田ヶ谷村が成立する。
- 1955年（昭和30年）1月1日 村君村と合併し千代田村となる。
- 1959年（昭和34年）4月1日 千代田村が羽生市へ編入する。